# Birkebeinerrennet
Birkebeinerrennet är en längdskidåkningstävling i Norge. Det hade premiär 1932 och blev en del av Worldloppet när Worldloppet grundades. Loppet som brukar åkas i mars ingår numera i Ski Classics. Bästa segertiden innehas av Petter Eliassen som vann på 2:19:28 
Det speciella med tävlingen är att varje deltagare enligt reglerna under hela loppet ska bära en ryggsäck som väger minst 3,5 kg. Detta ska symbolisera prins Håkon, sedermera norsk kung, som år 1206 som spädbarn färdades denna sträcka med hjälp av två birkebeinar. 

## Historik

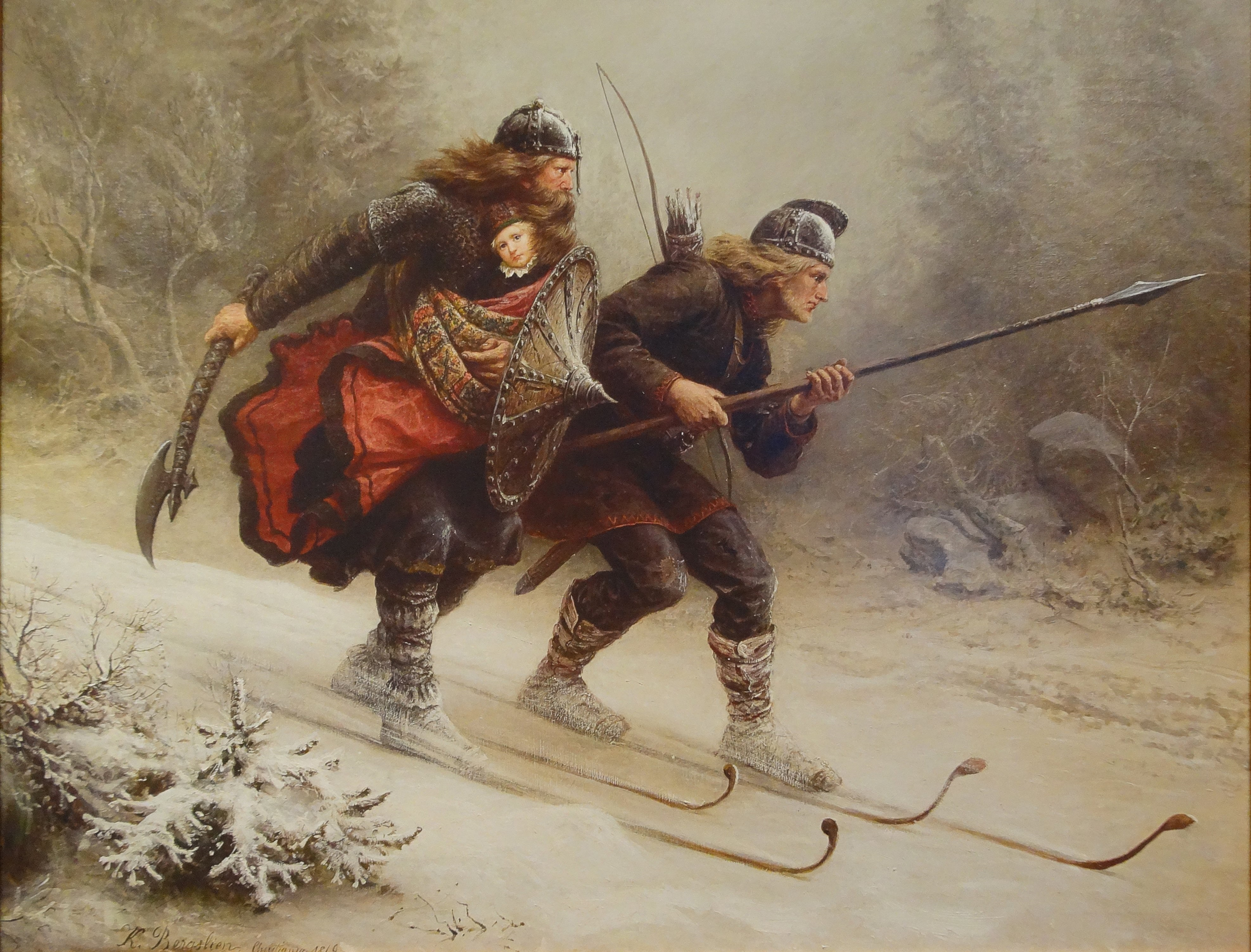
Birkebeinarna Torstein Skevla och Skjervald Skrukka fraktar med sig den lille prinsen Håkon Håkonsson 1206 är motivet på målningen Birkebeinerne från 1869 av Knud Bergslien

Birkebeinerrennet startades 1932 till minne av turen som birkebeinarna Torstein Skevla och Skjervald Skrukka år 1206 gjorde med prinsen Håkon Håkonsson (född 1204). 
Fram till 1991 var start och mål vartannat år i Lillehammer och vartannat år i Rena. Numera startar Birkebeinerrennet alltid i Rena och slutar i Lillehammer. Loppet är 54 km och går i klassisk stil. Alla deltagare måste ha ryggsäck som väger minst 3,5 kg från start till mål, som symboliserar prinsen Håkon. 1976 infördes en egen damklass.
Sedan år 1993 körs Birkebeinerrittet som är en mountainbiketävling som är 82 kilometer lång och sedan år 1998 en löpartävling över 21 kilometer benämnd Birkebeinerløpet över samma fjäll. Även i dessa tävlingar är ryggsäcken obligatorisk. Att delta i alla tre tävlingar under ett kalenderår går sedan år 1999 under den officiella benämningen Birkebeinertrippelen.

## Statistik
Den första tävlingen vanns av Trygve Beisvåg på 4 timmar 51 minuter och 4 sekunder. Rekordet för snabbaste lopp innehas av Anders Aukland som 2012 vann på 2.21.34. Även damklassens snabbaste lopp var 2012 då Seraina Boner från Schweiz vann på 2.47.03.
Erling Jevne är med sina sju segrar den som har vunnit Birkebeinerrennet flest gånger. Han vann första gången 1994 och därefter sex år i rad från 1996 till 2001. Anita Moen är den kvinna som vunnit flest segrar, fyra stycken 1998–2001.
Under andra världskriget låg tävlingarna nere, även 1948 var loppet inställt. En snöstorm gjorde 2007 att evenemanget för första gången ställdes in. 2014 ställdes återigen loppet in, detta på grund av starka vindar och stormbyar på fjället. Åren 2020 och 2021 ställdes tävlingen åter in, nu på grund av den då rådande coronapandemin. 2021 års tävling ersattes av Vålådalsrennet som vanns av Ebba Andersson.

## Vinnare

### Herrar
| år        | Namn                                             | Klubb/nation                                     | Tid                                              |
| --------- | ------------------------------------------------ | ------------------------------------------------ | ------------------------------------------------ |
| 1932      | Trygve Beisvåg                                   | Norge                                            | 4.51.04                                          |
| 1933      | Arne Rustadstuen                                 | Norge                                            | 4.24.12                                          |
| 1934      | Arne Rustadstuen (2)                             | Norge                                            | 5.41.25                                          |
| 1935      | Olaf Hoffsbakken                                 | Norge                                            | 4.10.35                                          |
| 1936      | Oscar Gjøslien                                   | Norge                                            | 5.16.05                                          |
| 1937      | Gunnar Hansveen                                  | Norge                                            | 4.44.45                                          |
| 1938      | Olaf Hoffsbakken (2)                             | Norge                                            | 3.56.34                                          |
| 1939      | Hallvard Eggset                                  | Norge                                            | 4.09.05                                          |
| 1940      | Gunnar Hansveen (2)                              | Norge                                            | 4.30.09                                          |
| 1941–1946 | inställt på grund av krig                        | inställt på grund av krig                        | inställt på grund av krig                        |
| 1946      | Leif Haugen                                      | Norge                                            | 3.54.59                                          |
| 1947      | Gunnar Hermansen                                 | Norge                                            | 4.38.24                                          |
| 1948      | inställt                                         | inställt                                         | inställt                                         |
| 1949      | Olav Kveberg                                     | Norge                                            | 4.13.55                                          |
| 1950      | Gunnar Hermansen (2)                             | Norge                                            | 4.28.15                                          |
| 1951      | Thorfinn Staff Eid                               | Norge                                            | 4.12.01                                          |
| 1952      | Odd Nyborg                                       | Norge                                            | 4.17.50                                          |
| 1953      | Johs. Woxen                                      | Norge                                            | 4.20.25                                          |
| 1954      | Johan Østvang                                    | Norge                                            | 4.30.18                                          |
| 1955      | Oddmund Jensen                                   | Norge                                            | 3.57.31                                          |
| 1956      | Einar Skaaren                                    | Norge                                            | 4.03.33                                          |
| 1957      | Oddmund Jensen (2)                               | Norge                                            | 3.48.46                                          |
| 1958      | Oddmund Jensen (3)                               | Norge                                            | 3.39.34                                          |
| 1959      | Einar Skaaren (2)                                | Norge                                            | 4.01.33                                          |
| 1960      | Martin Stokken                                   | Norge                                            | 3.34.19                                          |
| 1961      | Ole Ellefsæter                                   | Norge                                            | 3.44.02                                          |
| 1962      | Oddmund Jensen (4)                               | Norge                                            | 3.43.15                                          |
| 1963      | Magnar Ingebrigtsli                              | Norge                                            | 4.04.59                                          |
| 1964      | Egil Tvedt                                       | Norge                                            | 3.23.31                                          |
| 1965      | Oddmund Jensen (5)                               | Norge                                            | 3.41.48                                          |
| 1966      | Egil Tvedt (2)                                   | Norge                                            | 3.36.34                                          |
| 1967      | Ivar Skogsrud                                    | Norge                                            | 4.00.39                                          |
| 1968      | Erik Solberg Johansen                            | Norge                                            | 4.16.50                                          |
| 1969      | Niri Helleberg                                   | Norge                                            | 3.20.51                                          |
| 1970      | Arne Vehus                                       | Norge                                            | 3.21.40                                          |
| 1971      | Bjørn Arvnes                                     | Norge                                            | 3.40.30                                          |
| 1972      | Erik Solberg Johansen (2)                        | Norge                                            | 3.24.19                                          |
| 1973      | Per Knotten                                      | Norge                                            | 3.06.07                                          |
| 1974      | Dag Anmarkrud                                    | Norge                                            | 3.22.42                                          |
| 1975      | Ivar Formo                                       | Norge                                            | 3.25.35                                          |
| 1976      | Audun Kolstad                                    | Norge                                            | 3.12.10                                          |
| 1977      | Audun Kolstad (2)                                | Norge                                            | 3.05.39                                          |
| 1978      | Anders Bakken                                    | Norge                                            | 3.14.04                                          |
| 1979      | Anders Bakken (2)                                | Norge                                            | 3.14.35                                          |
| 1980      | Dag Atle Bjørkheim                               | Norge                                            | 3.16.05                                          |
| 1981      | Sven-Åke Lundbäck                                | Sverige                                          | 3.16.25                                          |
| 1982      | Dag Atle Bjørkheim (2)                           | Norge                                            | 3.02.43                                          |
| 1983      | Per Knut Aaland                                  | Norge                                            | 2.51.25                                          |
| 1984      | Magnar Rismyhr                                   | Norge                                            | 2.59.28                                          |
| 1985      | Ola Hassis                                       | Sverige                                          | 2.53.11                                          |
| 1986      | Örjan Blomquist                                  | Sverige                                          | 3.08.30                                          |
| 1987      | Pierre Harvey                                    | Kanada                                           | 3.08.30                                          |
| 1988      | Jo Helgestad                                     | Norge                                            | 3.08.08                                          |
| 1989      | John Kvale                                       | Norge                                            | 2.58.56                                          |
| 1990      | Per Knut Aaland (2)                              | Norge                                            | 3.03.44                                          |
| 1991      | Per Knut Aaland (3)                              | Norge                                            | 3.05.07                                          |
| 1992      | Odd-Bjørn Hjelmeset                              | Norge                                            | 3.15.34                                          |
| 1993      | Aleksandr Golubev                                | Ryssland                                         | 2.45.42                                          |
| 1994      | Erling Jevne                                     | Norge                                            | 2.36.10                                          |
| 1995      | Odd-Bjørn Hjelmeset (2)                          | Norge                                            | 2.57.18                                          |
| 1996      | Erling Jevne (2)                                 | Norge                                            | 2.39.12                                          |
| 1997      | Erling Jevne (3)                                 | Norge                                            | 2.33.05                                          |
| 1998      | Erling Jevne (4)                                 | Norge                                            | 2.43.19                                          |
| 1999      | Erling Jevne (5)                                 | Øyer-Tretten IF, Norge                           | 2.50.45                                          |
| 2000      | Erling Jevne (6)                                 | Øyer-Tretten IF, Norge                           | 2.41.53                                          |
| 2001      | Erling Jevne (7)                                 | Øyer-Tretten IF, Norge                           | 2.38.45                                          |
| 2002      | Stanislav Řezáč                                  | Tjeckien                                         | 2.39.08                                          |
| 2003      | Odd-Bjørn Hjelmeset (3)                          | Fjellhug/Vereide IL, Norge                       | 2.39.56                                          |
| 2004      | Gianantonio Zanetel                              | Italien                                          | 2.48.55                                          |
| 2005      | Stanislav Řezáč (2)                              | Tjeckien                                         | 2.37.37                                          |
| 2006      | Anders Aukland                                   | Oseberg SL, Norge                                | 2.52.13                                          |
| 2007      | inställt på grund av snöstorm                    | inställt på grund av snöstorm                    | inställt på grund av snöstorm                    |
| 2008      | Stanislav Řezáč (3)                              | Tjeckien                                         | 2.24.33                                          |
| 2009      | Jerry Ahrlin                                     | Sverige                                          | 2.36.58                                          |
| 2010      | Anders Aukland (2)                               | Oseberg SL, Norge                                | 2.27.19                                          |
| 2011      | Stanislav Řezáč (4)                              | Tjeckien                                         | 2.39.54                                          |
| 2012      | Anders Aukland (3)                               | Norge                                            | 2.21.34                                          |
| 2013      | Anders Aukland (4)                               | Norge                                            | 2.42.38                                          |
| 2014      | inställt på grund av starka vindar och stormbyar | inställt på grund av starka vindar och stormbyar | inställt på grund av starka vindar och stormbyar |
| 2015      | Petter Eliassen                                  | Norge                                            | 2.19.28                                          |
| 2016      | John Kristian Dahl                               | Norge                                            | 2.27.34                                          |
| 2017      | Martin Johnsrud Sundby                           | Norge                                            | 2.20.52                                          |
| 2018      | Andreas Nygaard                                  | Norge                                            | 2.33.13                                          |
| 2019      | Petter Eliassen (2)                              | Norge                                            | 2.23.47                                          |
| 2020      | inställt på grund av Coronaviruspandemin         | inställt på grund av Coronaviruspandemin         | inställt på grund av Coronaviruspandemin         |
| 2021      | inställt på grund av Coronaviruspandemin         | inställt på grund av Coronaviruspandemin         | inställt på grund av Coronaviruspandemin         |
| 2022      | Andreas Nygaard                                  | Norge                                            |                                                  |
| 2023      | Andreas Nygaard                                  | Norge                                            |                                                  |
| 2024      | Andreas Nygaard                                  | Norge                                            |                                                  |
| 2025      | Andreas Nygaard                                  | Norge                                            |                                                  |

### Damer
| år   | Namn                                             | Klubb/nation                                     | Tid                                              |
| ---- | ------------------------------------------------ | ------------------------------------------------ | ------------------------------------------------ |
| 1976 | Berit Mørdre Lammedal                            | Norge                                            | 3.54.44                                          |
| 1977 | Valborg Østberg                                  | Norge                                            | 3.31.04                                          |
| 1978 | Birgit Øverby Tennøe                             | Norge                                            | 3.49.01                                          |
| 1979 | Anna Bjørgan                                     | Norge                                            | 4.07.48                                          |
| 1980 | Anna Bjørgan (2)                                 | Norge                                            | 3.47.15                                          |
| 1981 | Vigdis Rønning                                   | Norge                                            | 3.43.19                                          |
| 1982 | Birgit Øverby Tennøe (2)                         | Norge                                            | 3.40.55                                          |
| 1983 | Hilde Riis                                       | Norge                                            | 3.26.47                                          |
| 1984 | Gry Oftedal                                      | Norge                                            | 3.27.00                                          |
| 1985 | Gry Oftedal (2)                                  | Norge                                            | 3.25.45                                          |
| 1986 | Ellen Grepperud                                  | Norge                                            | 3.52.45                                          |
| 1987 | Astrid Dæhlie                                    | Norge                                            | 3.47.32                                          |
| 1988 | Elisabeth Tharaldsen                             | Norge                                            | 3.50.13                                          |
| 1989 | Marthe Flugstad                                  | Norge                                            | 3.13.35                                          |
| 1990 | Mona Fugli                                       | Norge                                            | 3.51.50                                          |
| 1991 | Ragnhild Bratberg                                | Norge                                            | 3.38.54                                          |
| 1992 | Anne Jahren                                      | Norge                                            | 3.52.00                                          |
| 1993 | Astrid Kristin Ruud                              | NTHI, Norge                                      | 3.24.25                                          |
| 1994 | Marit Elveos                                     | Norge                                            | 3.21.12                                          |
| 1995 | Unni Ødegård                                     | Norge                                            | 3.28.15                                          |
| 1996 | Marit Mikkelplass                                | Norge                                            | 3.05.12                                          |
| 1997 | Marthe Flugstad (2)                              | Norge                                            | 3.10.46                                          |
| 1998 | Anita Moen Guidon                                | Trysilfjellet SK, Norge                          | 3.03.21                                          |
| 1999 | Anita Moen Guidon (2)                            | Trysilfjellet SK, Norge                          | 3.21.22                                          |
| 2000 | Anita Moen Guidon (3)                            | Trysilfjellet SK, Norge                          | 3.06.24                                          |
| 2001 | Anita Moen Guidon (4)                            | Trysilfjellet SK, Norge                          | 3.03.27                                          |
| 2002 | Marthe Flugstad (3)                              | Gjøvik SK, Norge                                 | 3.08.27                                          |
| 2003 | Annmari Viljanmaa                                | Finland                                          | 3.05.16                                          |
| 2004 | Annmari Viljanmaa (2)                            | Finland                                          | 3.03.47                                          |
| 2005 | Cristina Paluselli                               | Italien                                          | 3.10.59                                          |
| 2006 | Hilde Gjermundshaug Pedersen                     | Nybygda IL, Norge                                | 3.08.10                                          |
| 2007 | inställt på grund av snöstorm                    | inställt på grund av snöstorm                    | inställt på grund av snöstorm                    |
| 2008 | Hilde Gjermundshaug Pedersen (2)                 | Nybygda IL, Norge                                | 2.52.04                                          |
| 2009 | Hilde Gjermundshaug Pedersen (3)                 | Nybygda IL, Norge                                | 3.05.00                                          |
| 2010 | Jenny Hansson                                    | Sverige                                          | 2.57.33                                          |
| 2011 | Seraina Boner                                    | Schweiz                                          | 3.11.17                                          |
| 2012 | Seraina Boner (2)                                | Schweiz                                          | 2.47.03                                          |
| 2013 | Seraina Boner (3)                                | Schweiz                                          | 3.09.12                                          |
| 2014 | inställt på grund av starka vindar och stormbyar | inställt på grund av starka vindar och stormbyar | inställt på grund av starka vindar och stormbyar |
| 2015 | Therese Johaug                                   | Norge                                            | 2.41.46                                          |
| 2016 | Seraina Boner (4)                                | Schweiz                                          | 2.55.04                                          |
| 2017 | Justyna Kowalczyk                                | Polen                                            | 2.46.40                                          |
| 2018 | Justyna Kowalczyk (2)                            | Polen                                            | 3.06.09                                          |
| 2019 | Justyna Kowalczyk (3)                            | Polen                                            | 2.51.31                                          |
| 2020 | inställt på grund av Coronaviruspandemin         | inställt på grund av Coronaviruspandemin         | inställt på grund av Coronaviruspandemin         |
| 2021 | inställt på grund av Coronaviruspandemin         | inställt på grund av Coronaviruspandemin         | inställt på grund av Coronaviruspandemin         |
| 2022 | Astrid Øyre Slind                                | Norge                                            |                                                  |
| 2023 | Astrid Øyre Slind                                | Norge                                            |                                                  |
| 2024 | Magni Smedås                                     | Norge                                            |                                                  |
| 2025 | Stina Nilsson                                    | Sverige                                          | 2.44.48                                          |

### Fotnoter
1. ↑  ”Birkebeinerrennet” (på engelska). Worldloppet. http://www.worldloppet.com/birkebeinerrennet.php. Läst 4 mars 2015.